# Règlement de l'Union européenne
Pour les articles homonymes, voir règlement.
Dans le droit de l'Union européenne, un règlement est un acte juridique de l'Union européenne, obligatoire dans tous ses éléments et de portée générale. Il entre en vigueur à la date précisée par le règlement lui-même ou, à défaut, dans les 20 jours suivant sa publication au Journal officiel de l'Union européenne sans qu'une mesure de transposition nationale ne soit nécessaire. Un règlement s'applique de manière simultanée et uniforme dans l'ensemble des États membres de l'UE. On dit qu'il est d'application immédiate ou d'effet direct.
Le règlement vise à garantir l’application uniforme du droit de l'UE. À ce titre, il se distingue de la directive, qui lie les États membres mais laisse à leurs instances nationales le choix de la forme et des moyens à mettre en œuvre pour atteindre les résultats fixés par les instances européennes.
Le règlement s’adresse à des catégories abstraites de personnes (instances européennes ou nationales, particuliers, etc.) et non à des destinataires identifiables. C’est ce qui le différencie de la décision, autre acte juridique de l'UE ayant force obligatoire.

## Définition légale
Le règlement est défini à l'article 288 du traité sur le fonctionnement de l'Union européenne.

« Pour exercer les compétences de l'Union, les institutions adoptent des règlements, des directives, des décisions, des recommandations et des avis.
Le règlement a une portée générale. Il est obligatoire dans tous ses éléments et il est directement applicable dans tout État membre.
La directive lie tout État membre destinataire quant au résultat à atteindre, tout en laissant aux instances nationales la compétence quant à la forme et aux moyens.
La décision est obligatoire dans tous ses éléments. Lorsqu'elle désigne des destinataires, elle n'est obligatoire que pour ceux-ci.
Les recommandations et les avis ne lient pas. »

## Règlements notables
La notion de règlement est connue car certains règlements ont été assez médiatisés, comme :
- Les règlements sur l'itinérance internationale.
- Le règlement REACH sur les substances chimiques.
- Le règlement SERA sur la réglementation aéronautique.
- Le Règlement général sur la protection des données (RGPD)
- Le Règlement Dublin III du 26 juin 2013 établissant les critères et mécanismes de détermination de l’État membre responsable de l’examen d’une demande de protection internationale introduite dans l’un des États membres par un ressortissant de pays tiers ou un apatride.
- Le règlement eIDAS sur les signatures des transactions électroniques [2]
- Le règlement relatif à un cadre pour la délivrance, la vérification et l’acceptation de certificats COVID-19 interopérables de vaccination, de test et de rétablissement (certificat COVID numérique de l’UE) afin de faciliter la libre circulation pendant la pandémie de COVID-19[3]

## Adoption d'un règlement

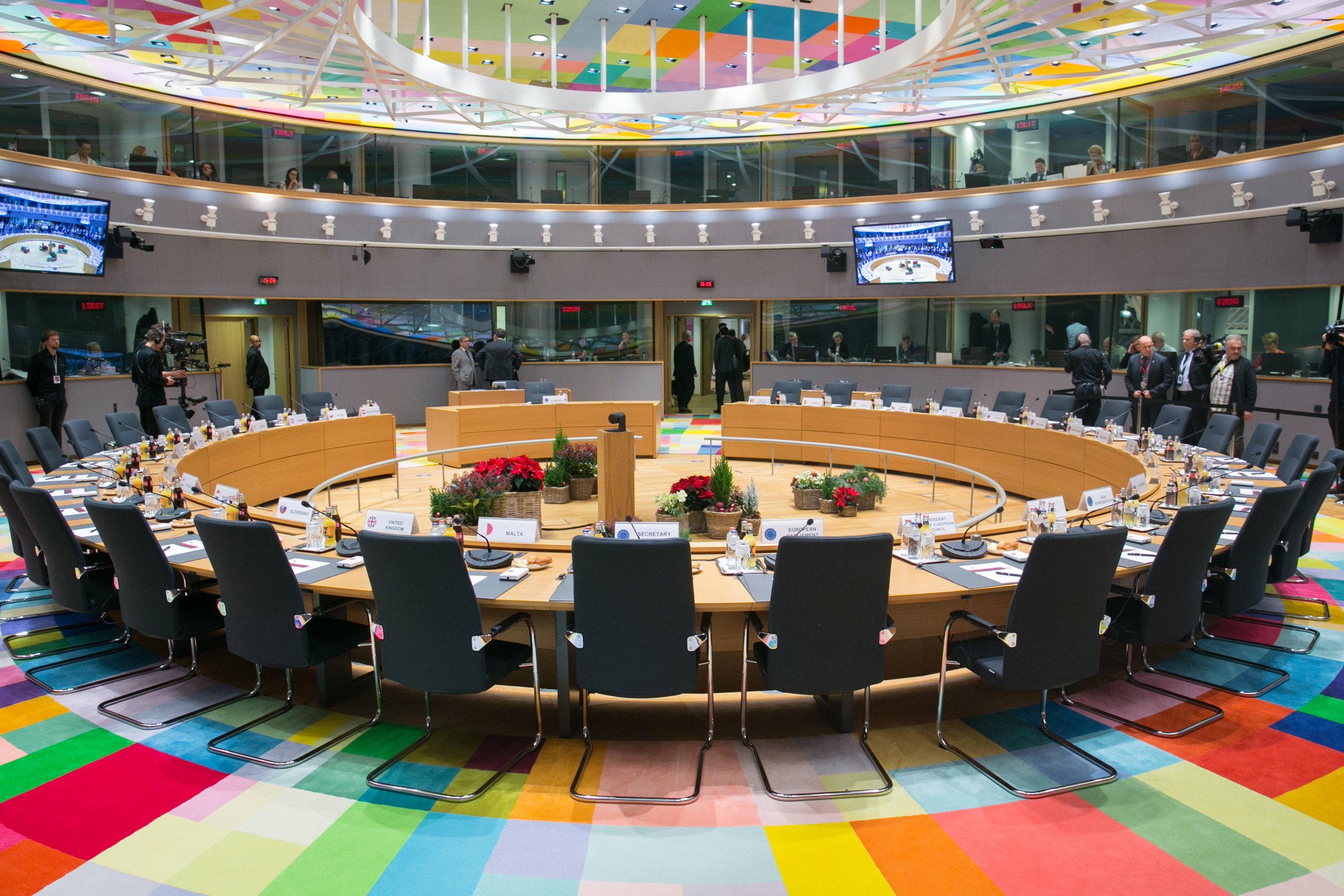
Conseil de l'Union européenne.

Les règlements sont adoptés de manière autonome par les institutions européennes (en tant qu'« actes unilatéraux ») sur la base des traités fondateurs de l'UE, et font donc partie du « droit dérivé » de l'Union.
Les règlements européens revêtent un caractère législatif lorsqu'ils sont adoptés :
- suivant la procédure législative ordinaire, par décision conjointe du Parlement européen et du Conseil, sur proposition de la Commission, conformément à l'article 294 du traité sur le fonctionnement de l'Union européenne ou
- suivant une procédure législative spéciale, par décision du Conseil et, selon les cas, après consultation du Parlement ou avec le consentement de celui-ci, dans les cas spécifiques prévus par les traités européens[6].

Les règlements européens peuvent aussi être adoptés par la Commission suivant la procédure des actes d'application, conformément à l'article 291 du traité sur le fonctionnement de l'Union européenne lorsque l’exécution d’une législation exige une mise en œuvre uniforme au sein de l’UE ou suivant la procédure des actes délégués, conformément à l'article 290 du traité, pour préciser ou compléter une législation de l’UE (règlement ou directive).
Les institutions européennes peuvent aussi adopter des règlements d’application relatifs au Fonds social européen et au Fonds européen de développement régional, conformément aux articles 164 et 178 du traité sur le fonctionnement de l'UE.

## Forme et contenu
Depuis que le besoin a été ressenti dans les années 1990, un guide propose un formalisme pour les textes qui comme le règlement font partie de la législation européenne ou des actes de portée générale.
Depuis le Conseil européen d’Édimbourg (1992), le besoin a été ressenti de respecter de bonnes pratiques législatives. Le Conseil et la Commission ont élaboré des textes dans ce sens. La déclaration n° 39 relative à la qualité rédactionnelle de la législation communautaire, annexée à l’acte final du traité d’Amsterdam aussi. De ce fait un guide propose un formalisme pour les textes qui comme la directive font partie de la législation européenne ou des actes de portée générale.
Les directives sont directement destinées aux États membres. Exemple: «Les États membres veillent à ce que toute société tienne un registre ...».
Les directives sont formulées d’une façon moins détaillée pour permettre aux États membres une marge d’appréciation lors de la transposition. Dans le cas contraire, un règlement est plus approprié qu'une directive.
Le guide définit une structure type: titre, préambule, dispositif puis annexes si nécessaires.
Le «titre» en tête de l’acte sert à l’identifier. Il peut être suivi ou intercalé avec d'autres informations: langue faisant foi, intérêt pour l’espace économique européen ou numéro administratif.
Le «préambule» est le texte situé entre le titre et le dispositif. En pratique, il s'agit des visas, des considérants et des formules solennelles qui les enveloppent.
Le «dispositif» est le texte normatif. Il se compose d'articles pouvant être groupés par parties ou titres, chapitres et sections.
Le titre complet d’un acte inclus différents éléments dans l'ordre suivant:
1. le type d’acte (règlement, directive, décision, le cas échéant délégués ou d’exécution);
2. le sigle ou acronyme du domaine concerné (UE, PESC ou Euratom), l’année et le numéro d’ordre de l’acte; certaines règlements de 2009 portent l'acronyme "(CE)"[9] pour Communauté européenne [10]
3. le nom de l’institution ou des institutions auteur(s) de l’acte;
4. la date de signature (pour les actes adoptés selon la procédure législative ordinaire, le budget et les décisions budgétaires adoptées par le Parlement européen et le Conseil) ou la date d’adoption;
5. l’intitulé, à savoir l’indication succincte de l’objet.

Le préambule contient les visas et les considérants et des formules solennelles qui les enveloppent: les visas font notamment référence à la base juridique de l’acte, une disposition qui donne la compétence pour adopter l’acte; les considérants sont la partie qui expose la motivation de l'acte situé après les visas mais avant le dispositif. La motivation commence par les mots «considérant ce qui suit:» et se poursuit par des phrases introduites par des points numérotés.

### Les articles
Un article premier définit souvent l’objet et le champ d’application, dans les accords internationaux, comme dans les actes de l’Union: L’«objet» indique ce que l’acte concerne; le «champ
d’application» indique les situations, choses ou personnes pour lesquelles l'acte s’applique.
Pour une meilleure précision, certains mots ou certaines locutions sont définis en début d'article. Ceci doit notamment permettre d'éviter la polysémie ou de préciser les termes.
Par ailleurs, les articles sont préférablement disposés sous une forme commune: 1 : objet et champ d'application; 2 : définitions; droits et obligations; dispositions déléguant des pouvoir et conférent des compétences d'exécution; dispositions procédurales; mesures d'application; dispositions transitoires et finales. Suivant la complexité de l'acte, les articles peuvent être groupés par en titres, chapitres et sections.

## Sources